# Tungendorf
Tungendorf is een plaats in de Duitse gemeente Neumünster, deelstaat Sleeswijk-Holstein, en telde  bijna 9.900 inwoners in 2007, tegen nog 10.774 in 2003.
Tungendorf ligt ten noordoosten en noorden van het stadscentrum van Neumünster. Ten noorden ervan ligt het stadsdeel Einfeld.
Het voormalige dorp groeide vanaf circa 1900 tot een grote arbeiderswijk. Er vestigden zich vooral spoorwegmedewerkers. Dichtbij Tungendorf staat al sinds 1861, toen het gebied nog in Denemarken lag, een grote onderhoudswerkplaats voor spoorwegmaterieel.